# Биоетика
Биоетика, също позната и като биомедицинска етика, е научно поле или научна дисциплина, която е относително нова, датира от 60-те на 20 век и която изследва етически въпроси в биологията, биомедицината, и биомедицинските технологиите. Докато медицинската етика се фокусира основно върху работата на лекаря с пациента, то биоетиката засяга много повече отношения и включва професионалисти като биолози, генетици, юристи, философи и т.н.
Както и други поддисциплини на етиката, биоетиката може да бъде дискриптивна и прескриптивна, тоест описваща и предписваща.
Развитието и институционализирането на биоетиката в България е свързано със създаването на специализирана институция Българския център по биоетика през 2004 г. в София. Впоследствие, програма по Интегративна биоетика се открива в Софийски Университет „Св. Климент Охридски“.